# Splendrillia arga
Splendrillia arga é uma espécie de gastrópode do gênero Splendrillia, pertencente a família Drilliidae.